# Elizabeth Sackville-West, Countess De La Warr

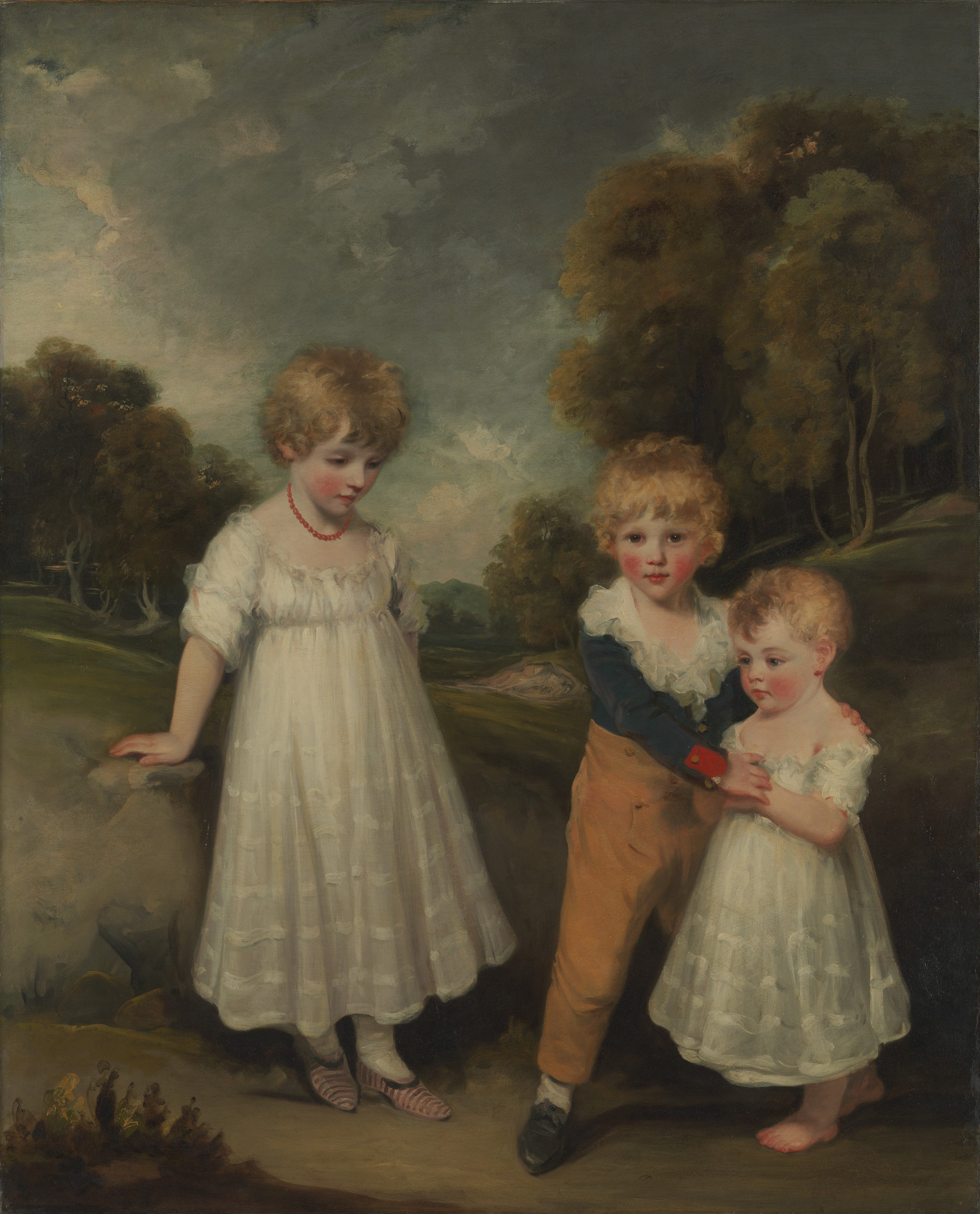
Jugendporträt von Lady Elizabeth Sackville (rechts) mit ihren Geschwistern Lady Mary Sackville (links) und George Sackville, Earl of Middlesex (Mitte)

Elizabeth Sackville-West, Countess De La Warr, 1. Baroness Buckhurst (* 11. August 1795 in Knole House, Kent, als Lady Elizabeth Sackville; † 9. Januar 1870 in London), war eine britische Adlige.

## Herkunft
Sie war das jüngste von drei Kindern des John Sackville, 3. Duke of Dorset (1745–1799), aus dessen Ehe mit Arabella Diana Cope (1769–1825). Ihr Vater war von 1783 bis 1789 Britischer Botschafter in Paris und von 1789 bis 1799 Lord Steward of the Household. Ihre Mutter war die älteste Tochter und Miterbin von Sir Charles Cope, 2. Baronet, und dessen Ehefrau Catherine Bisshopp, die die Schwester von Cecil Bisshopp, 12. Baron Zouche, war.
Beim Tod kinderlosen ihres Bruders George Sackville, 4. Duke of Dorset, erbte sie 1815 dessen wesentliche Ländereien, einschließlich ihres Geburtshauses Knole House in Kent.

## Leben
Am 21. Juni 1813 heiratete sie George West, 5. Earl De La Warr (1791–1869), den einzigen Sohn von John West, 4. Earl De La Warr. Mit königlicher Lizenz vom 30. November 1843 ergänzte ihr Gatte den Familiennamen „West“ um ihren zu „Sackville-West“. Er wurde 1841 Mitglied des Privy Council, war zwischen 1841 und 1846 Lord Chamberlain of the Household in der Regierung von Sir Robert Peel und zwischen 1858 und 1859 in der Regierung von Lord Derby. Gemeinsam hatten sie zehn Kinder:
- George John Frederick Sackville-West, Viscount Cantelupe (1814–1850), MP, unverheiratet;[4]
- Charles Richard Sackville-West, 6. Earl De La Warr (1815–1873), Major-General der British Army, unverheiratet;[4]
- Reginald Windsor Sackville-West, 7. Earl De La Warr, 2. Baron Buckhurst (1817–1896) ⚭ 1867 Hon. Constance Cochrane-Wishart-Baillie;[4]
- Lady Elizabeth Sackville-West (1818–1897), ⚭ 1844 Francis Russell, 9. Duke of Bedford;[4]
- Mortimer Sackville-West, 1. Baron Sackville (1820–1888), ⚭ (1) 1847 Fanny Charlotte Dickson, ⚭ (2) 1873 Elizabeth Faber;[4]
- ein Sohn (1822–1823);
- Lady Mary Catherine Sackville-West (1824–1900), ⚭ (1) 1847 James Gascoyne-Cecil, 2. Marquess of Salisbury, ⚭ (2) 1870 Edward Stanley, 15. Earl of Derby;[4]
- Lionel Sackville-West, 2. Baron Sackville (1827–1908), Diplomat, unverheiratet;[4]
- Hon. William Edward Sackville-West (1830–1905), Lieutenant-Colonel der British Army, ⚭ 1860 Georgina Dodwell;[4]
- Lady Arabella Diana Sackville-West (1835–1869), ⚭ 1860 Sir Alexander Bannerman, 9. Baronet.[4]

Lady De La Warr starb am 9. Januar 1870. Sie wurde auf dem Friedhof der Kirche St Michael and All Angels in Withyham, East Sussex, begraben.

### Baronie Buckhurst
Am 27. April 1864 verlieh Königin Victoria Lady De La Warr den erblichen Peerstitel Baroness Buckhurst, of Buckhurst in the County of Sussex, neu, nachdem dieser vormals nachgeordnete Titel ihres Vaters beim Tod ihres Verwandten Charles Sackville-Germain, 5. Duke of Dorset, 1843 erloschen war. Die Verleihung erfolgte mit dem besonderen Vermerk, dass der Titel an ihren zweiten Sohn Reginald und dessen männliche Nachkommen und danach an seine jüngeren Brüder und deren männliche Nachkommen vererbt werden solle. Wenn eine Person Inhaber der beiden Titel Earl De La Warr und Baron Buckhurst sei, solle der Titel an den nächstjüngeren Bruder bzw. dessen männlichen Erben fallen.
Eine ähnliche komplizierte Nachfolgeregelung hatte auch das Earldom of Cromartie, welches 1861 für Anne, Duccess of Sutherland, geschaffen worden war. Diese beiden Titel wurden auch die „two jumping peerages“ bezeichnet, da sie bereits vor dem Tod einer Person zum nächsten Titelinhaber springen würden.
Ihr Sohn Reginald erbte 1870 die Baronie und anschließend 1873, beim kinderlosen Tod seines älteren Bruders Charles, auch das Earldom. Daraufhin versuchte sein Bruder Mortimer, einen Anspruch auf die Baronie geltend zu machen, doch das House of Lords erachtete die entsprechende Regelung bei der Verleihung für ungültig. Mortimers Ansprüche auf die dazugehörigen Ländereien einschließlich des Anwesens Knole House wurden jedoch anerkannt. Stattdessen wurde Mortimer 1876 zum Baron Sackville erhoben.